# Lustbach
Der Lustbach ist ein etwas über drei Kilometer langer Bach am Rand der und in der Oberfischacher Gemarkung der Gemeinde Obersontheim im Landkreis Schwäbisch Hall im nordöstlichen Baden-Württemberg, der zwischen den Orten Herlebach und Oberfischach von rechts und Westen in die obere Fischach mündet.

## Geographie

### Verlauf
Der Lustbach entsteht gegenüber dem Waldgewann Muselmoor wenig östlich der Kohlenstraße in der Nähe des gemeinsamen Abgangs zweier größerer Waldwege von dieser, darunter des sogenannten Oberfischacher Weges, auf etwa 492 m ü. NHN. Der Bach fließt beständig ungefähr ostnordöstlich, anfangs zwischen dem auf dem Hügelrücken vor dem oberen Rotbach im Süden laufenden Oberfischacher Weg und dem Forstsumpf im Norden, später zwischen der Forstebene im Norden und der Pfingsthalde im Süden, wo er auch am Rande der etwa hektargroßen Waldwiese Hasenweide nacheinander zwei zusammen etwa 0,2 ha große Fischteiche durchläuft.
Etwa zwei Kilometer unterhalb seines Ursprungs verlässt er auf unter 420 m ü. NHN den Wald und läuft anschließend in einer weniger als 20 Meter tiefen Talmulde, in der ihn vor allem Wiesen begleiten. Dabei passiert er zunächst den Hundsrücken über seinem Nordhang, einen von Trockenrasen und locker stehenden Kiefern bestimmten, heideartigen Hügel. Von diesem her kommend, quert ihn ein vom Lotthaus herkommender, auf einem Landwirtschaftsweg nach Oberfischach laufender Wanderpfad. Weiter abwärts unterquert er die das Fischachtal durchziehende Kreisstraße K 2627 und mündet dann hundert Meter später von rechts und in immer noch ostnordöstlicher Richtung, etwa 400 Meter nördlich einer großen Industriehalle auf einem natürlichen Geländepodest am Nordrand von Oberfischach, auf etwa 403 m ü. NHN in die obere Fischach.

### Einzugsgebiet
Der Bach hat ein Einzugsgebiet von etwa 1,7 km². Davon liegen über 1,2 km² am Ober- und Mittellauf im Wald, der dem Naturraum der Limpurger Berge angehört (Naturraum-Nr. 108.60), während die mündungsnahen knapp 0,5 km² in der Flur zum angrenzenden Fischachbucht mit Randhöhen (Nr. 108.61) zählen. Beide sind Teile der Keuperberglandschaft Schwäbisch-Fränkische Waldhöhen (Nr. 108).
Die größte Höhe im Einzugsgebiet wird mit 495,9 m ü. NHN an dessen Westspitze an der Kohlenstraße erreicht; hinter der nur sehr kurzen westlichen Wasserscheide hier fließt der Antebach über den Adelbach zum Kocher. Überall sonst grenzt Einzugsgebiet der Fischach an, deren Wasser über die Bühler viel weiter abwärts auch in den Kocher gelangt. Im Nordwesten konkurriert hinter der Forstebene der Herlebacher Brühlbach zur oberen Fischach, weiter im Osten jenseits der kürzeren nördlichen Wasserscheide laufen nur unbedeutende flache  Wiesengräben zu dieser. Im Süden trennt ein sich von Oberfischach im Osten über die Höhe der Pfingsthalde bis zum Abgang des Oberfischacher Wegs ziehender Hügelrücken vom Einzugsgebiet des abwärtigen Fischachzuflusses Bobachs, dessen Oberläufe Rohrbach und weiter westlich Rotbach unmittelbar jenseits verlaufen. Die Quelle des letzten liegt weniger als 200 Meter südlich des Lustbach-Ursprungs ebenfalls an der Kohlenstraße.
Etwa 0,4 km² Wald links des Oberlaufes gehören zur Gemeinde Michelbach an der Bilz, der Rest zur Oberfischacher Teilgemarkung von Obersontheim. Besiedlung gibt es nirgends am Lauf oder im Einzugsgebiet.

### Zuflüsse und Seen
Liste der Zuflüsse und  Seen von der Quelle zur Mündung. Gewässerlänge, Seefläche, Einzugsgebiet und Höhe nach den entsprechenden Layern auf der Onlinekarte der LUBW. Weitere Quellen für die Angaben sind vermerkt.
Ursprung des Lustbachs auf etwa 492 m ü. NHN am Abgang des Oberfischacher Wegs von der Kohlenstraße beim Muselmoor.
- Waldzufluss, von links auf etwa 435 m ü. NHN zu Füßen der westlichen Pfingsthalde, ca. 0,4 km. Entsteht auf über 465 m ü. NHN am Südostabfall der Forstebene.
- Durchfließt auf unter 430 m ü. NHN nacheinander zwei Fischweiher am Südrand der Lichtung Hasenweide, zusammen 0,2 ha.[LUBW 6]
- Hangquellenzulauf, von rechts auf über 415 m ü. NHN entlang der Waldgrenze, ca. 0,2 km. Entsteht auf etwa 430 m ü. NHN am mittleren Hang der östlichen Pfingsthalde.
- Flurzufluss, von rechts auf etwa 410 m ü. NHN neben dem Feldweg von Oberfischach zum Hundsrücken, ca. 0,4 km. Entspringt auf etwa 435 m ü. NHN einer Quelle am Hang der Wanne und  läuft längs des Feldweges zu.

Mündung des Lustbachs von rechts und Westsüdwesten auf 403 m ü. NHN etwa 400 Meter nördlich des Ortsrandes von Oberfischach in die obere Fischach. Der Lustbach ist hier 3,2 km lang und hat ein Einzugsgebiet von 1,7 km² hinter sich.

## Geologie
Der Lauf des Bachs liegt zur Gänze im Keuper. Er entspringt im für die Hochfläche der Limpurger Berge stufenbildenden Kieselsandstein (Hassberge-Formation) und mündet nach Flurlauf im Gipskeuper (Grabfeld-Formation) zuletzt im AUensediment der Fischach. Rechts des Unterlaufs liegt auf dem Rücken zum südlich benachbarten Rohrbach-Tals zwischen Pfingsthalde und Oberfischach flächenhaft Schilfsandstein (Stuttgart-Formation).

## Natur und Schutzgebiete
Die offene Flur beidseits des Unterlaufs gehört dem Landschaftsschutzgebiet Fischachtal mit Nebentälern und angrenzenden Gebieten zwischen Herlebach und Kottspiel an, zu dem auch einige Waldflächen westlich der Flurgrenze zählen; zumindest zum Teil handelt es sich dabei um Aufforstungen aus jüngerer Zeit. Hierin liegen zwei flächenhafte Naturdenkmäler, nämlich die so geschützten, überwiegend im Einzugsgebiet liegenden 3,8 ha des Hundsrückens und ein sich von der Waldgrenze ab 300 Meter lang rechts des Bachlaufs ziehendes Sumpfgebiet von 0,8 ha Größe.
Der gesamte Waldlauf des Lustbachs wie seines linken Zuflusses dort ist ein geschütztes Biotop. Auf diesem Abschnitt läuft der Lustbach in einem mäandrierenden Bett über steiniges und sandiges Sediment, in den tieferen Bereichen oft in einem Schwarzerlen-Eschen-Streifen. Bei den zwei Fischteichen finden sich Rohrkolben und Sumpfschwertlilien.
In der leichten, teils sumpfigen Mulde um die Mündung des linken Zulaufs ist nördlich der beiden Läufe ein 1,9 ha großes Waldstück als Biotop geschützt, in dem sich Eschen mit Erlen, Fichten und teilweise auch Buchen und Berg-Ahornen mischen. Hier laufen temporäre kleine Gerinne vom linken Hang her durch den Wald.
Nach dem Eintritt in die Flur setzt ein als Biotop geschützter Waldsimsensumpf ein, dem bald ein Röhrichtfeld folgt, beide zusammen umfassen ungefähr die Fläche des oben erwähnten Naturdenkmals. Weitere gewässernahe geschützte Biotope sind eine Anzahl von Nasswiesenabschnitten vor allem links des Lustbachs, aber auch eines in der Wanne.
Das Offenlandbiotop mit der größten Fläche liegt auf dem Hundsrücken links des Unterlaufs und erstreckt sich über die Wasserscheide hinaus nach Norden. Hier stehen neben hohen Kiefern kleine Strauchinsel aus Wacholder und Heckenrosen auf einer Magerrasenfläche. Der dem Süden zu geschlossener werdende Baumbestand geht im Westen am Hang zur Bachmulde in Schlehenhecken über, zwischen denen ein anscheinend verwachsender Wanderweg nach Oberfischach führt.
An weiteren Biotopen in der Feldflur gibt es noch Feldhecken und Hohlwege.

### LUBW
Amtliche Online-Gewässerkarte mit passendem Ausschnitt und den hier benutzten Layern: Lauf und Einzugsgebiet des Lustbachs

Allgemeiner Einstieg ohne Voreinstellungen und Layer: Daten- und Kartendienst der Landesanstalt für Umwelt Baden-Württemberg (LUBW) (Hinweise)
1. 1 2 3 4  Höhe nach dem Höhenlinienbild auf dem Hintergrundlayer Topographische Karte.
2. 1 2 3  Höhe nach schwarzer Beschriftung auf dem Hintergrundlayer Topographische Karte.
3. 1 2  Länge nach dem Layer Gewässernetz (AWGN).
4. 1 2 3  Einzugsgebiet abgemessen auf dem Hintergrundlayer Topographische Karte.
5. ↑  Länge abgemessen auf dem Hintergrundlayer Topographische Karte.
6. 1 2  Seefläche nach dem Layer Stehende Gewässer.
7. 1 2  Weitere Biotopbeschreibungen, meist Erhebungsbögen, sind abzufragen über das Layer Biotope nach Naturschutzgesetz und Landeswaldgesetz des Online-Kartenservers der LUBW.

### Andere Belege
1. ↑  Geologie grob nach: Mapserver des Landesamtes für Geologie, Rohstoffe und Bergbau (LGRB) (Hinweise)
2. ↑  Steckbrief des Landschaftsschutzgebietes
3. 1 2  Eigene Beobachtung, um 2012.
4. ↑  Erhebungsbogen für das Biotop längs des Lustbach-Waldlaufes (Seite nicht mehr abrufbar, festgestellt im April 2019. Suche in Webarchiven)  Info: Der Link wurde automatisch als defekt markiert. Bitte prüfe den Link gemäß Anleitung und entferne dann diesen Hinweis. (PDF)
5. ↑  Erhebungsbogen für das geschützte Waldbiotop am mittleren Waldlauf (Seite nicht mehr abrufbar, festgestellt im April 2019. Suche in Webarchiven)  Info: Der Link wurde automatisch als defekt markiert. Bitte prüfe den Link gemäß Anleitung und entferne dann diesen Hinweis. (PDF)
6. ↑  Erhebungsbogen für den Waldsimsensumpf nach der Flurgrenze (Seite nicht mehr abrufbar, festgestellt im April 2019. Suche in Webarchiven)  Info: Der Link wurde automatisch als defekt markiert. Bitte prüfe den Link gemäß Anleitung und entferne dann diesen Hinweis. (PDF)
7. ↑  Erhebungsbogen für das Röhrichtfeld (Seite nicht mehr abrufbar, festgestellt im April 2019. Suche in Webarchiven)  Info: Der Link wurde automatisch als defekt markiert. Bitte prüfe den Link gemäß Anleitung und entferne dann diesen Hinweis. (PDF)
8. ↑  Erhebungsbogen für den Magerrasen auf dem Hundsrücken (Seite nicht mehr abrufbar, festgestellt im April 2019. Suche in Webarchiven)  Info: Der Link wurde automatisch als defekt markiert. Bitte prüfe den Link gemäß Anleitung und entferne dann diesen Hinweis. (PDF)